# Дем'ян Наливайко

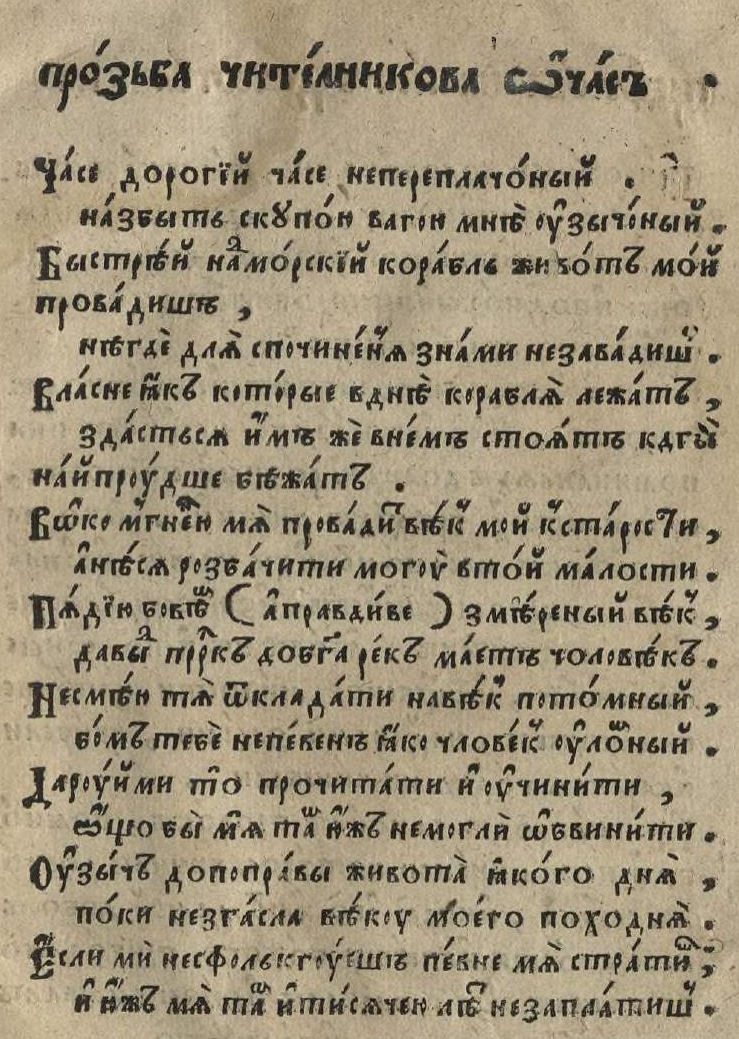
Вірш Даміана Наливайка «Прозьба чите́лникова ώ ча́съ» — приклад літературної української мови XVII ст., книга «Лѣкарство на оспалый умыслъ чоловѣчій», Острог, 1607 р.
Ча́се дорогїй, ча́се непереплачо́ный,
на́збыть скупо́ю ваго́ю мнѣ́ оузычо́ный,
Быстрѣй на(д) мо́рскїй кора́бль живо́тъ мо́й прова́дишъ,
нѣгде́ длѧ́ спочине́н(ь)ѧ з на́ми не зава́диш(ъ).

Наливайко Дем'ян (Даміан) (пом. 1627) — український православний церковний діяч і письменник, діяч Острозького культосвітнього осередку, придворний священник князя Костянтина Василя Острозького, викладач Острозької школи, старший брат Северина Наливайка.

## Життєпис
Походив із дрібної руської (української) православної шляхти. Закінчив Острозьку школу. Священик домашньої церкви князя Костянтина-Василя Острозького в Острозі, був пов'язаний з Острозькою академією, викладав у її стінах.
У 1594—1596 роках брав активну участь у повстанні Северина Наливайка. Під час Берестейського собору 1596 р. виступав проти укладення Берестейської унії з Римом.
У 1602—1605 — управитель друкарні Дерманського монастиря, згодом в Острозі (1607, 1612). Пізніше переїхав до Вільного, став одним із провідних діячів Вільненського православного братства.
Поет, полеміст, перекладач. Належав до Острозького літературного гуртка (входили видатні українські культурно-освітні діячі Герасим Смотрицький, В. Суражський, X. Бронський, Клирик Острозький та інші).
Помер в Острозі (тепер Рівненська область).

## Твори
- Проповіді про Івана Златоустого (1607)
- Октоіх, сиріч осмогласник (1603—1604)
- Лікарство на оспалий умисл чоловічий (1607)
- вірші та передмови до перекладів
- Листя древнього древа. — Хмельницький, 1996.

Видавались у Дермані та Острозі. Твір «Лікарство на оспалий умисл чоловічий», є перекладом на староукраїнську мову листа Іоанна Златоуста до ченця Феодора і містить також його передмову і вірші.
Писав здебільшого староукраїнською мовою.